# دوبال‌میوه برگ‌آویز
دوبال‌میوه برگ‌آویز (نام علمی: Dipterocarpus crinitus) نام یک گونه از سرده دوبال‌میوه‌ها است.